# 顶羽裂双盖蕨
顶羽裂双盖蕨（学名：Diplazium donianum var. lobatum）为蹄盖蕨科双盖蕨属下的一个变种。

## 扩展阅读
- 維基物種上的相關：顶羽裂双盖蕨